# Sterk Woerden
Sterk Woerden is een lokale politieke partij in de gemeente Woerden (Nederlandse provincie Utrecht).

## Oprichting na partijscheuring
De partij is opgericht nadat de voltallige fractie van Inwonersbelangen zich afsplitste na een conflict binnen deze partij. Na de partijscheuring was Sterk Woerden met vijf zetels vertegenwoordigd in de gemeenteraad van Woerden.
De partij nam deel aan de raadsverkiezingen in 2014 en behaalde daarbij twee zetels.